# Planner

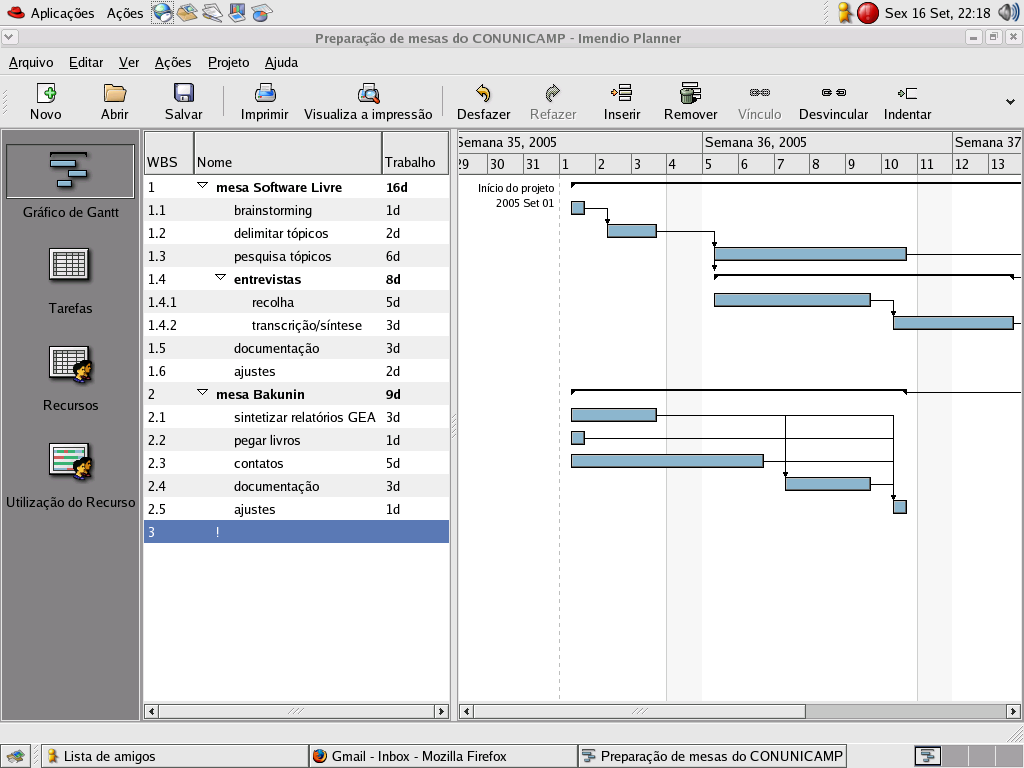
Captura de tela do Imendio Planner.

Planner é um software livre (licenciado sob a GNU General Public License) destinado ao gerenciamento de projetos.

Ele faz parte da suíte de aplicativos de escritório do GNOME.

Possui uma interface desenvolvida em GTK+ e tem como objetivo central auxiliar na administração de atividades projetizáveis e gerenciáveis.
Esse software objetiva tornar-se uma ferramenta de Gerenciamento de Projetos de fácil manuseio e que opere em multiplas plataformas (hoje disponível para Linux e MS Windows).

## Informações técnicas
Foi desenvolvido em GTK+ e C, suporta bancos de dados em XML e ainda em PostgreSQL. Os resultados por ele produzidos podem ser disponibilizados em PDF ou em HTML. Esse projeto teve seu desenvolvimento iniciado por Richard Hult e Hallendal Mikael na Imendio.

## Caracterização
Esse software implementa algumas das ferramentas indicadas pelo PMBOKcomo essenciais no processo de gerenciamento de projetos, como:
- Estrutura Analítica de Projeto (EAP) - Gestão de Escopo;
- Cronograma - gestão de tempo;
- Estimativas de Custos - Gestão de Custos;
- Estrutura Analítica de Recursos (EAR);
- Determinação de fases do projeto;
- Gráfico de GANTT;
- Inserção de restrições.

## Screenshots da ferramenta

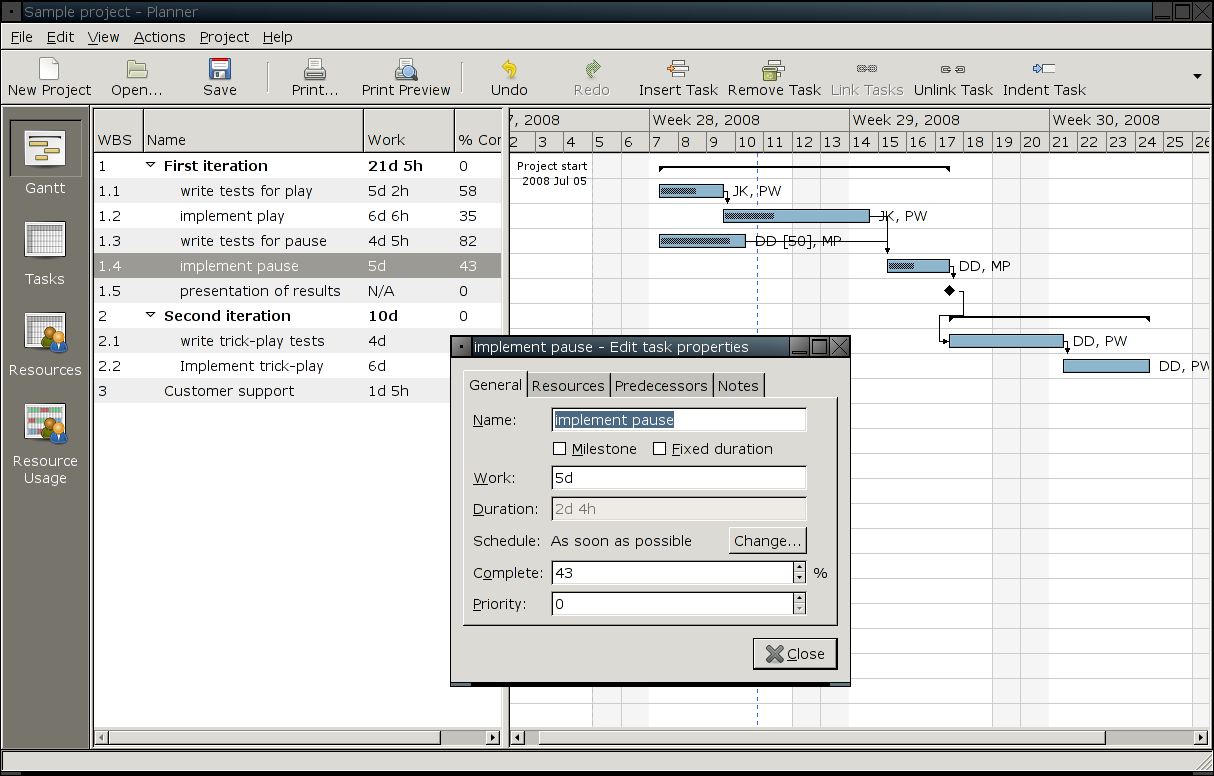
GANTT
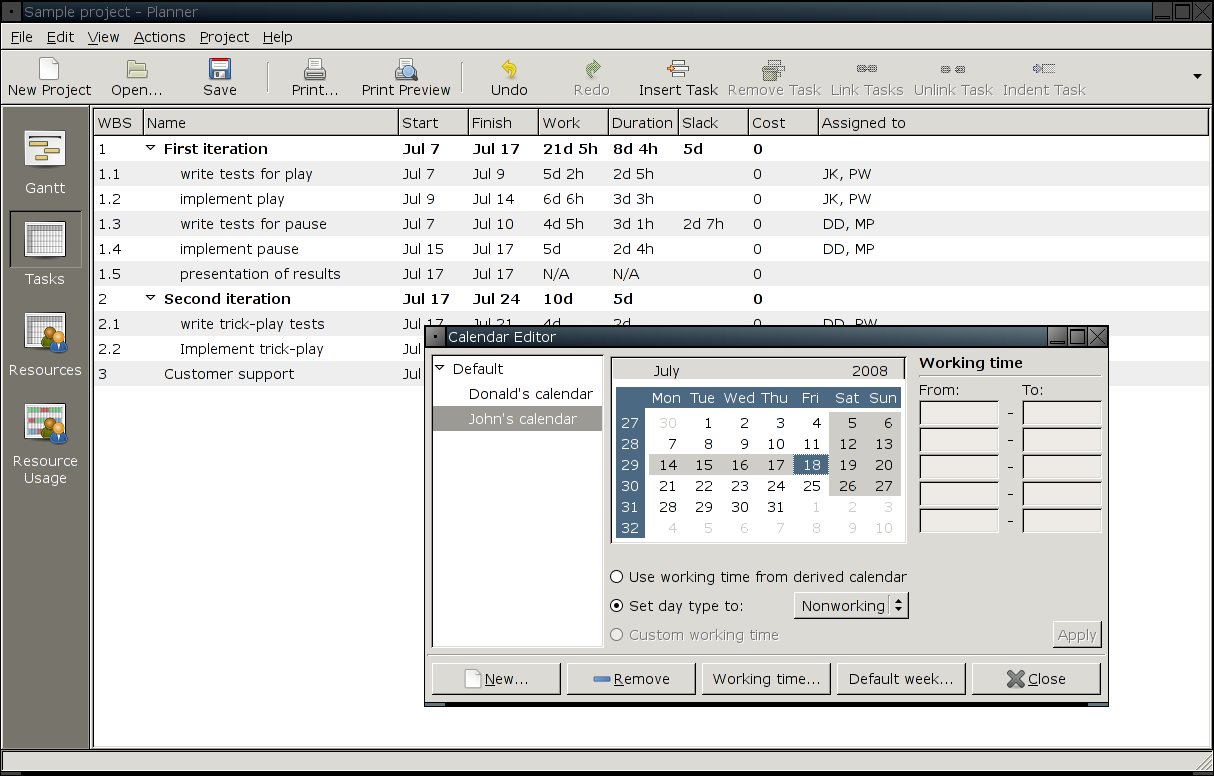
Task
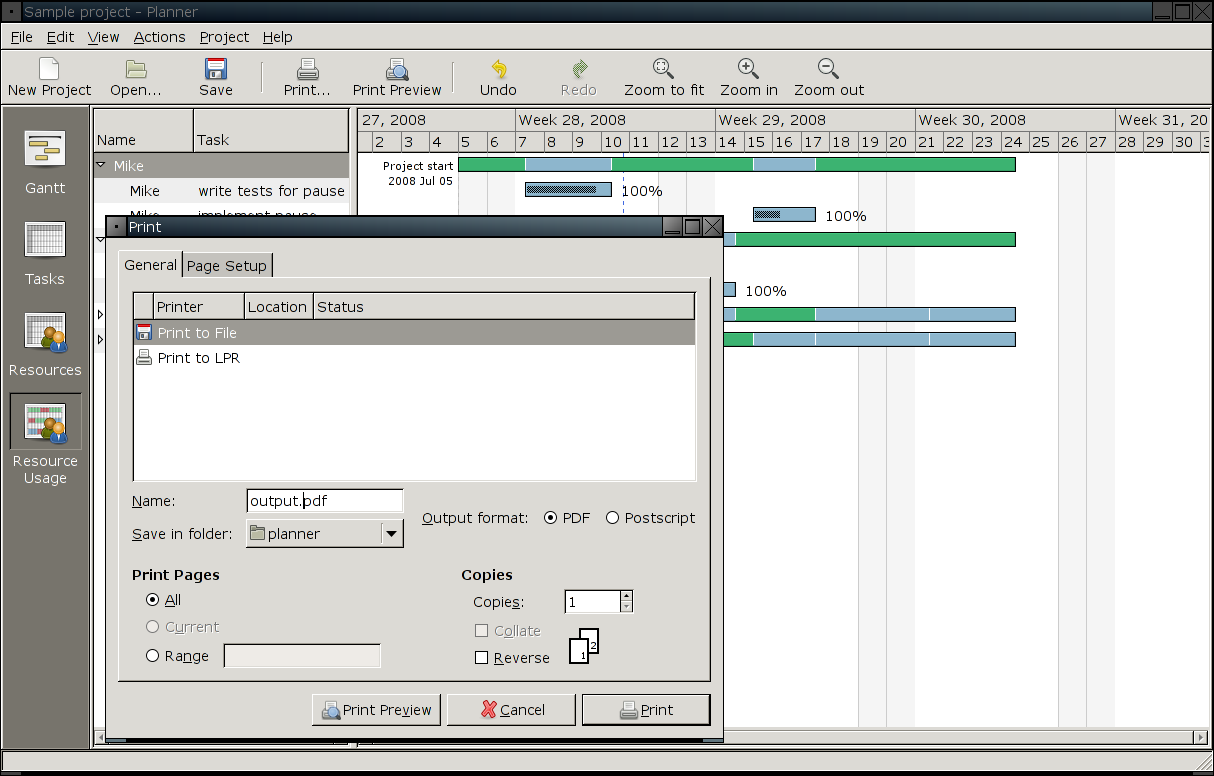
Resources
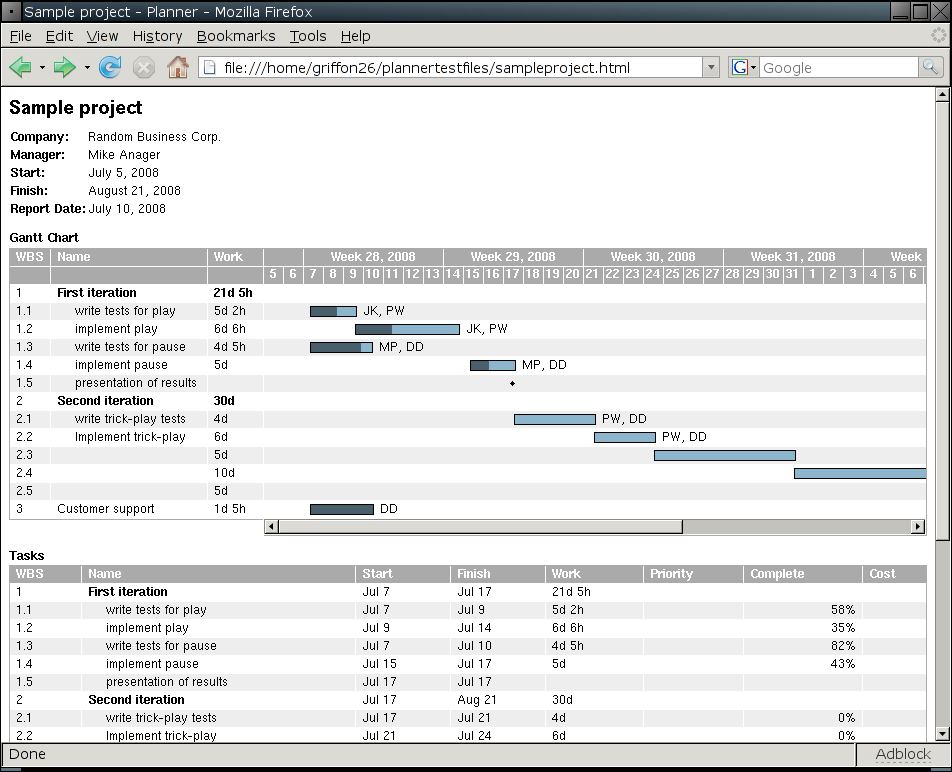
HTML